# Імажинальна географія
Імажина́льна геогра́фія (географія образів, образна географія) — міждисциплінарний науковий напрям у рамках гуманітарної географії, що вивчає особливості та закономірності формування й організації географічних образів, структури даних образів, специфіку їх моделювання, способи і типи репрезентації та інтерпретації.
Синоніми терміна «імажинальна географія» — образна географія, географія уяви, імагінативна географія, імажинальна спаціологія, філософічна географія. У семантичному плані найширший термін — «образна географія»; найвужчий — «географія уяви».

## Історія науки

### Латентний період
Початок формування імажинальної географії сягає другої половини XIX — початку XX століття. Тоді розвиток хорологічної концепції в географії, широке використання поняття ландшафту, поява французької школи географії людини й антропогеографії, феноменології, зародження некласичних наукових методів дослідження привернули увагу наукових співтовариств до проблематики образних репрезентацій земного простору.
У контексті країнознавчих робіт цього періоду поняття пейзажу або ландшафту є інваріантом географічного образу, а сам географічний образ стає безпосереднім методологічним і теоретичним «інструментом» дослідження в географічній науці. Сенс пейзажного, так само як і образно-географічного дослідження полягає у виявленні та використанні найяскравіших рис, знаків, символів певної місцевості, району та / або країни.

### Паралатентний період
Паралатентний, або напівприхований, період становлення імажинальної географії охоплює 1920–1940 рр., коли розвиток культурного ландшафтознавства, культурної географії, сакральної географії, геоісторії (французька школа Анналів), регіоналістики і краєзнавства, гештальтпсихології та біхевіоризму, екзистенціальної філософії дозволили науково сформулювати проблему дослідження образів простору.

### Базовий період
Даний період становлення імажинальної географії охоплює 1950–1980-і роки. У цей час відбувається швидкий розвиток культурної та гуманістичної географії. З'являється поняття постмодерну, що дозволяє широко розробляти проблематику імажинальних теорій і практик. Виникають наукові дослідження образів місць, територій і просторів у культурній та гуманістичній географії, географії мистецтва та естетичній географії, соціології, психології, культурній антропології, історії, літературознавстві. Різко актуалізуються поняття регіональної ідентичності та регіональної (просторової) міфології; починають домінувати знаково-символічні інтерпретації культурних ландшафтів; формується комплекс когнітивних наук, у рамках якого можливі ефективніші методи імажинальних досліджень.

### Когнітивно-інституціональний період
У когнітивно-інституціональний період становлення імажинальної географії (1990–2000 рр.) з'являються монографії з імажинальної географії, починають формуватися суміжні наукові напрямки (когнітивна географія, міфогеографія); виникає загальне гуманітарно-географічне концептуальне (дослідне) поле, що дозволяє чітко ідентифікувати імажинально-географічну проблематику; розробляються основи моделювання географічних образів.

### Сучасний період
На початку XXI століття імажинальна географія здійснює концептуальний вплив на розвиток культурної антропології, культурології, політології, історії (особливо регіональної та локальної історії), літературознавства, комплексного містознавства та регіонознавства. Концептуальний розвиток імажинальної географії пов'язаний з художніми практиками і проєктами у сфері літератури, візуальних мистецтв (кіно, відео, живопису та графіки), архітектури. На межі імажинальної географії з художніми практиками формуються гібридні художньо-дослідницькі напрями — метагеографія та метакраєзнавство.

## Понятійно-термінологічний апарат
За Д. М. Замятіним центральним поняттям імажинальної географії є географічний образ — система взаємопов'язаних і взаємодіючих знаків, символів, архетипів і стереотипів, яка яскраво й водночас просто характеризує будь-яку територію (місце, ландшафт, регіон, країну).
Також у конконцептуальне поле імажинальної географії входять:
- поняття гуманітарних наук «геній місця», «поетика простору», «гетеротопія»;
- поняття гуманітарної географії — «локальний міф» («просторовий міф»), «регіональна ідентичність» («регіональна самосвідомість»), «культурний ландшафт» («ландшафт», «етнокультурний ландшафт»);
- поняття образно-географічної системи, образного простору (образно-географічного простору), ментально-географічного простору, метапростору.

## Моделювання географічних образів
Моделювання географічних образів — область імажинальної (образної) географії, що займається вивченням процесів формування, розвитку та структурування географічних образів.
Моделювання географічних образів включає дві основні частини:
- 1) теорія моделювання географічних образів;
- 2) методика і прикладні аспекти моделювання географічних образів.

Як матеріал вивчення в моделюванні географічних образів використовуються тексти різного типу (як вербальні, так і невербальні), а також візуальне мистецтво, кіно, фотографія, музика, архітектура. Об'єктом дослідження може виступати як конкретна географічна територія (ландшафт, культурний ландшафт, населений пункт, місто, район, країна), так і певний художній твір або текст (письмовий, візуальний і т. д.). Проміжним (перехідним) об'єктом дослідження можуть бути людські спільноти різного рангу і розміру (етнічна, культурна чи соціальна група, територіальна спільність, населення міста, професійне співтовариство, віртуальне співтовариство, нація).
Автономною частина процесу моделювання географічних образів є створення образно-географічної карти — графічної моделі географічних образів будь-якої території або акваторії (місця, ландшафту, місцевості, річки, населеного пункту, міста, регіону, країни, континенту і т. д.).
Розробка та побудова образно-географічних карт — це основний метод імажинальної географії. Створення конкретної образно-географічної карти можна розглядати як процес інтерпретації досліджуваних географічних образів.

## Практичне застосування
Прикладні проєкти у сфері імажинальної географії пов'язані з маркетингом територій, країн, регіонів і місць, розробкою іміджів територій у рекламі, PR, туристичному бізнесі, інвестиційній діяльності.
Зокрема, Е. О. Галумов для створення позитивного образу країни у світі пропонує вибудувати наступну послідовність образного сприйняття держави:
- політико-географічний образ країни, що являє собою концентрацію провідних географічних знаків, символів і характеристик держави в політичному відношенні;
- природно-ресурсний образ як концентрація провідних ознак та символів ресурсних багатств в природному, ландшафтному або кліматичному відношенні;
- цивілізаційно-культурний образ у вигляді національного культурного символу, що становить історичну спадщину країни і впізнається у всьому світі;
- соціоментальний образ як концентрація провідних соціальних ознак, символів, рис народу в ментальному відношенні;
- виробничо-економічний образ як концентрація провідних економічних символів, знаків, можливостей країни в науковому, промисловому та іншому виробничому відношенні; як символ благополуччя, могутності та впливовості держави;
- національно-ціннісний образ країни — концентрація провідних знаків і символів, що виражають державні інтереси, цілі в національно-ідейному відношенні.